# Malahide, Ontario
Malahide är en kommun (township) i Kanada.   Den ligger i provinsen Ontario, i den sydöstra delen av landet, 500 km sydväst om huvudstaden Ottawa. Malahide ligger 229 meter över havet och antalet invånare är 9 146.